# Acanthogorgia hirsuta
Acanthogorgia hirsuta är en korallart som beskrevs av Gray 1857. Acanthogorgia hirsuta ingår i släktet Acanthogorgia och familjen Acanthogorgiidae. Inga underarter finns listade i Catalogue of Life.